# Lugdunum Sequanorum
Lugdunum Sequanorum a mai Lyon helyén állt forgalmas római város, amelyet i. e. 43-ban alapítottak, s a későbbiekben Gallia központja volt.

## Nevének eredete
A várost Colonia Copia Felix Munatia néven alapították a rómaiak, amelyben a Munatia kitétel Lucius Munatius Plancus helytartó és hadvezérre utal, mégis a Lugdunum vált később a város köznapi nevévé.
A Lugdunum név eredete pontosan nem ismert. A legelterjedtebb nézet szerint a „Lug” szó egy kelta istent, míg a „dun” dombot, erődítményt jelent a gallok nyelvén. Más, kevésbé elfogadott nézet szerint, a város előtagja a „lukos” (varjú jelentésű) szót takarja. Egy további elképzelés a „lux” (fény) szóból való származást firtatja.

## Története

### Alapítás
Lugdunum, amint azt az ásatások kimutatták, már jóval „hivatalos” alapítása előtt is lakott település volt. Az i. e. 6. században egy gall tábor létesült a Saône nyugati partján. A monda szerint Momoros és Atepomaros király alapította a települést, amely a Földközi-tenger medencéjével tartott fenn kereskedelmi kapcsolatot.
I. e. 43-ban Iulius Caesar halálát követően a gallok több támadást indítottak a római telepek ellen. Az allobrogok egyik ilyen támadása Vienne ellen irányult, aminek következtében a város lakossága menekülni kényszerült. A Szenátus utasítására, a menekültek számára Lucius Munatius Plancus (Gallia helytartója) várost alapított a Rodanus (Rhône) és az Arar (Saône) összefolyásánál lévő dombra, a Forum Vetusra (mai neve: Fourvière), amely valószínűleg egy korábbi római tábor lehetett. A város alapításakor pár ezer lakost számlált.

### Gallia fővárosa

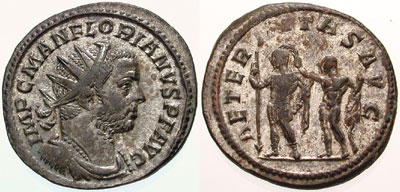
Lugdunumban Florianus uralkodása alatt vert antonianinusok

A város lakossága és jelentősége nagyban nőtt, azonban a legnagyobb fordulatot Augustus római császár döntése hozta. I. e. 27-ben Lugdunum Gallia Lugdunensis provincia fővárosa, és a három gall tartomány birodalmi központja lett. I. e. 15-ben, először Rómán kívül, pénzverde is létesült a városban, I. e. 12-ben pedig a Croix-Rousse dombon létrejött a három gall tartomány vallási központja.
A két fontos folyó, illetve a Bretagne, Aquitania, dél-Gallia és Itália felől érkező utak találkozásánál fekvő település hamar a Római Birodalom minden részével kapcsolatokat épített ki. Négy akvaduk épült a város ellátására, a legnagyobb, az Aqueduc du Gier, 75 kilométer hosszúságú volt. De egyéb jelentős épületek is szép számban akadtak Lugdunumban: színház, amfiteátrum, szentélyek, fürdők díszítették a várost.
Az i. e. 10-ben Lugdunumban született Claudius császár 48-ban kelt rendeletére a gallok is lehetőséget kaptak a Szenátusba való bekerüléshez. Mindezt egy bronztáblára vésetve közölte az uralkodó a három gall tartomány szentélyében. A tábla darabjait Lyonban őrzik. Szintén a császár uralkodása alatt épültek meg a Rhône folyó hídjai, amelyek egy északkeletre tartó út részei lettek.
64-ben Lugdunum patríciusai négymillió sestertiust küldtek a leégett Róma újjáépítésére, cserébe 65-ben, amikor Lugdunum égett le, Nero is hasonló összeggel segítette ki a várost.
68-ban Caius Julius Vindex, Gallia Lugdunensis kormányzója, Nero helyett Galbát kívánta római császárrá tenni. Vienne nagyban támogatta a kormányzót, Lugdunum azonban ellene fordult. Nero júniusi öngyilkosságát követően Galba került a trónra, aki Lugdunum megbüntetését tervezte. 69-ben azonban a korábbi Nero-hívek megfosztották rangjától. Így a vienne-i lakosság bűnhődött Lugdunum helyett.

### Növekedés és a kereszténység elterjedése
A 2. században Lugdunum lakossága nagyban nőtt, elérte az 50 000 főt is. Jelentős volt a kormányzati szerepe, de gazdaságilag is kiemelkedő fontosságra tett szert. Legalább két bank működött a városban, amely a kerámia-, a fémműves- és a szövőipar központjává vált. A lyoni terrakotta és kerámiatárgyak, valamint a bor a város komoly exporttermékeivé váltak. A Rhône és Saône folyók hajózhatóak voltak, így Gallia legforgalmasabb kereskedelmi útjai lettek, amelyeken elindulva egészen Hispaniáig és Itáliáig szállították az árukat. A lugdunumi hajósok voltak egész Gallia leghíresebb és legmegbízhatóbb szállítói. A kereskedelem növekedésével egyre több külföldi is érkezett a városba elsősorban görögök és itáliaiak, valamint bevándorlók Palesztina és Asia Minor provincia felől.
Ebben az időszakban áramlottak a Földközi-tenger keleti része felől nagy számban keresztények a városba. A sokszínű metropolisz hamar befogadta az idegeneket, és nagyrészt szintén keresztény vallásra tért. 177-ben Szent Pothin püspök, a keresztények vezetője és Szent Blandina voltak az elsők Galliában, akiket a Marcus Aurelius-féle keresztényüldözés sújtott. A keresztényüldözések ellenére a város kulturális életének fejlődése tovább folyt. Itt tevékenykedett Szent Iréneusz, a legkorábbi keresztény teológusok egyike.

### A város hanyatlása
197-ben Septimius Severus a lugdunumi csatában legyőzte az ellene fordult Clodius Albinust, majd felégette Lugdunum városát, keresztény lakóit pedig nagyrészt megölette, továbbá 198 és 211 között az I. légiót itt állomásoztatta. 276-ban a germánok inváziójától szenvedett a város. Az ásatások során Lyonban találták a legdíszesebb germán síremlékeket. A 3. század végére Lugdunum elvesztette Gallia irányítói szerepét – helyette Trier kapta meg –, a város nagy része kihalt.
437-ben a burgundok foglalták el a várost, amelyet 461-ben fővárosukká tettek. 532-ben Chlodion a Frank Birodalomba olvasztotta Burgundiát.

## Lugdunum híres szülöttei
- Claudius (i. e. 10)
- Caracalla (186)

## Megmaradt emlékek
- Négy gall amfiteátrum (Croix-Rousse)
- Galloromán amfiteátrum (Fourvière)
- Aqueduc du Gier (Vízvezeték) (Fourvière)
- Antik színház (Fourvière)
- Kübelé szentély
- Ókori kikötő (feltárás alatt, a Saône partján)
- Római utak